# Palacete Barão Ribeiro de Sá
O Palacete Barão Ribeiro de Sá é um antigo sobrado do século XIX localizado na cidade de Paraíba do Sul, no estado do Rio de Janeiro. Está tombado pelo Instituto Estadual do Patrimônio Cultural - INEPAC desde 14 de junho de 1978.

## Histórico
Foi construída para ser residência de Miguel Ribeiro de Sá, o Barão de Ribeiro de Sá, foi proprietário da Fazenda Rio Novo e um dos maiores beneméritos de Paraíba do Sul. O palacete já abrigou instituições educacionais e culturais, atualmente abriga a prefeitura do município.

## Arquitetura
Sua arquitetura é eclética predominantemente renascentista. Possui quatro fachadas e um portal de entrada emoldurado com soleira em granito ornamentada por estuque e por dístico com data de 1886. No pavimento superior há janelas com pequenos balcões sacados com grades em ferro fundido e um frontão triangular contendo o brasão de Miguel Ribeiro de Sá. O vão central é valorizado pela sua escadaria monumental em alvenaria de pedra e cal. Possui um jardim circundante com lagos artificiais, pontes em concreto imitando madeira bruta, viveiros, pedras e coreto.